# 常山公主 (晉朝)
常山公主（?—?），晋朝公主，司马昭的女兒，嫁给王浑次子王济。

## 生平
公主双目失明，妒忌尤甚。但没有儿子，王济有庶子二人。京兆公主和常山公主想让晋武帝留下齐王司马攸，不让他出京。晋武帝大怒，说：“兄弟至亲，今出齐王，自是朕家事，而甄德、王济连遣妇来生哭人邪！”